# Сюдов, Оскар Фредрик фон
Оскар Фредрик фон Сюдов (швед. Oscar von Sydow; 12 июля 1873, Кальмар — 19 августа 1936, Стокгольм) — шведский политический и государственный деятель, губернатор Гётеборг-Бохуского, Евлеборгского и Норрботтенского ленов, премьер-министр Швеции (23 февраля 1921 — 13 октября 1921). Министр по гражданским делам (1914—1917). Риксмаршал Швеции (1934—1936).

## Биография
Представитель шведского дворянского рода немецкого происхождения Фон Сюдов. До 1894 года изучал право в Уппсальском университете. Затем — на государственной службе. В 1906 году фон Сюдов был назначен заместителем госсекретаря в Министерстве гражданских дел.
В 1911 году стал губернатором лена Норрботтен. В правительствах Я. Хаммаршёльда и К. Сварца (1914—1917) занимал пост министра государственного управления, был учредителем Комиссии по безработице (arbetslöshetskommissionen). С 1917 по 1934 год работал губернатором Гётеборга и округа Бохус.
После внезапной отставки премьер-министра Герхарда Луи де Гера в 1921 году королю было трудно найти кандидата, готового сформировать новое правительств. Дал согласие занять пост премьер-министра Швеции, после того, как потребовал от Социал-демократической рабочей партии обещание поддержать его в важных вопросах финансов и обороны. Несмотря на такие соглашения, все предложения нового правительства были отклонены оппозицией, в результате фон Сюдов ушёл в отставку 13 октября 1921 года.
Фон Сюдов известен тем, что ввёл в действие закон, отменивший смертную казнь в Швеции.
В 1934—1936 годах — Риксмаршал Швеции.

## Награды
- Орден Полярной звезды
- Орден Вазы
- Орден Белой розы Финляндии